# Материализм
Материали́зм (от лат. materialis — вещественный) — философское мировоззрение, в соответствии с которым материя, как объективная реальность, является онтологически первичным началом (причиной, условием, ограничением) в сфере бытия, а идеальное (понятия, воля, сознание и тому подобное) — вторичным (результатом, следствием). Материализм утверждает существование в сфере бытия единственной «абсолютной» субстанции бытия — материи, все сущности образованы материей, а идеальные явления (в том числе сознание) — являются процессами взаимодействия материальных сущностей. Законы материального мира распространяются на весь мир, в том числе на общество и человека.
Термин «материализм» был введён Готфридом Лейбницем: словом «материалисты» он характеризовал и Эпикура, которого считал своим предшественником, и часть противников своего синтеза материализма и идеализма. Противоположным мировоззрением является идеализм, в основе которого лежит убеждение о первичности идеи по отношению к материи. Имматериализм отрицает существование материи.

## История материализма
В европейской философии дихотомия «материальное — имматериальное» («идеальное», «духовное», «сверхчувственное») складывалась уже в IV веке до н. э.. Развитие материализма прослеживается в истории мировой философской мысли от её возникновения и до сегодняшнего дня.

### Древняя восточная философия
Материалистические идеи нашли отражение и в истории восточной философии (Китай, Корея, Япония, Индия). Одним из первых представителей материализма в Индии был Аджита Кесакамбала. По мнению некоторых исследователей, глубокие исторические корни имеет материалистическая традиция в Китае. Видным представителем этой традиции считается философ Ван Чун. О существовании материалистической традиции в Японии свидетельствует и материал по истории японской философской мысли.

### Античный материализм
Представления о материальном начале мира появляются в Древней Греции около VI века до н. э.
Первыми крупными философами, предложившими варианты материального первоисточника мира, стали так называемые милетские «физики» — Фалес (624—548 до н. э.), Анаксимандр (611—547 до н. э.) и Анаксимен (585—528 до н. э.). Они считали, что есть некое первовещество, различные сочетания и изменения форм которого создают все остальные вещества. Итогом для всех вещей является возврат к первовеществу. У Фалеса этой первоматерией являлась вода, у Анаксимандра — некий «апейрон», как неопределённая бескачественная материя, у Анаксимена — воздух.
Анаксимен, Идей Гимерийский и Диоген Аполлонийский полагали, что всё возникает из воздуха. Гераклит и Гиппас из Метапонта считали, что все возникает из огня. По мнению Энопида Хиосского, младшего современника Анаксагора, все возникает из огня и воздуха.
В то же время не ставился вопрос о первичности материи или духа. Божества считались неотъемлемой частью вселенной, а душой могли наделяться любые объекты.
Аристотель интерпретировал учения более ранних философов сквозь призму собственного учения, как предвосхитивших учение о материальном «архе» (начале) («Метафизика» II 3—9, «Физика» I, 2 слл.). Согласно этому пониманию, термин «архе», используемый перипатетиками, и «архе» ионийских философов отличаются по вложенному в него смыслу.
Наиболее последовательно проводили материалистическую линию китайский философ Ван Чун, индийские мыслители школы чарваки, Левкипп, Демокрит, Эпикур и Лукреций Кар. Для античного представления о материальном мире, особенно для Эпикура, характерен упор на личное самосовершенствование человека: освобождение его от страха перед богами, от всех страстей и приобретение способности быть счастливым в любых обстоятельствах.
Наиболее отчётливо борьба между материализмом и идеализмом в античной философии проявилась как борьба противоположных тенденций, или линий, Демокрита и Платона.

### Средневековье
В Средние века, в Европе, в условиях господства христианской философии, материалистические воззрения были существенно потеснены идеалистической философией. Кроме причин религиозного и социального характера, этому способствовали также причины гносеологического характера.
В эпоху расцвета Средневековья, с XI—XII веков в европейской схоластике разгорается спор между номинализмом и реализмом, который в конце XIII столетия частично выходит за границы собственно схоластики. Так, британский номиналист Дунс Скот (1266—1308) задавался вопросом: «не способна ли материя мыслить?». Уильям Оккам (1285—1349), развивая тенденцию Дунса Скота, утверждал, что только индивидуумы и представляют собой подлинную, вне субъекта существующую, объективную реальность. Естествоиспытатель Роджер Бэкон (1214—1292) попытался заменить схоластическую силлогистику опытным исследованием природы. Однако ни Роджер Бэкон, ни номиналисты, не являлись материалистами в современном смысле этого слова, так как мыслили понятиями и образами в рамках идеалистических представлений своего времени, но они стали предшественниками для материалистических идей Нового времени.
В противовес Европе (включая нынешнее Закавказье), в странах арабского Востока, Средней Азии и в трудах восточных мыслителей и комментаторов Аристотеля, например, Ибн Сины, присутствуют элементы материализма.

### Материализм Нового времени
В XV—XVI веках в центре внимания развивающегося естествознания встал вопрос об опыте, как единственном источнике знаний и критерии их правильности.
Ранние системы материалистических воззрений на мир в разных странах несут в себе значительные элементы материализма, в которых явно просматриваются некоторые черты античного материализма. Таков, например, материализм эпохи итальянского Возрождения XV—XVI веков, в лице Леонардо да Винчи, Джордано Бруно и других.
В конце XV—XVI веков материалистические идеи таких естествоиспытателей как Галилео Галилей, Френсис Бэкон, Рене Декарт, были направлены на изучение реальных (прежде всего механических) свойств и отношений вещей природы и, соответственно, против скрытых (или абсолютных) качеств средневековых схоластов. Френсис Бэкон представлял материю качественно многообразной. Позднее эти представления были вытеснены механистическими учениями, в которых материя трактуется абстрактно-механически (Галилей) или абстрактно-геометрически (Томас Гоббс).
В XVIII веке одновременно с углублением метафизических, механистических представлений о материи и движении в отдельных системах материализма того времени возникает и усиливается стремление преодолеть этот разрыв: материалисты пытаются рассматривать тела природы как наделённые внутренней активностью, движением, хотя само это движение трактуется как механическое. Таковы, например, воззрения в картезианстве, в атомно-кинетической концепции М. В. Ломоносова, в идее Джона Толанда о неразделимости материи и движения, в динамическом атомизме Руджера Бошковича и его последователя Джозефа Пристли.
В современном смысле материализм зарождается, начиная с работ Томаса Гоббса. Бурного расцвета материализм достигает в эпоху французского Просвещения (Ж. Ламетри, П. Гольбах, Д. Дидро), но он в этот период остаётся механистическим и редукционистским (то есть склонён отрицать специфику сложного, сводя его к простому). Английскую материалистическую мысль в это время представляют такие мыслители как Джон Толанд, Энтони Коллинз, Давид Гартли и Джозеф Пристли.
Диалектика, как цельное учение, возникает позже, на почве немецкого идеализма. В материалистических воззрениях того времени преобладали метафизика и механицизм, однако элементы диалектики встречались уже и у Рене Декарта, Дени Дидро, М. В. Ломоносова, Джозефа Пристли, Джона Толанда, Руджера Бошковича и др.).
Главным направлением развития материализма в XIX веке явилось обогащение его диалектикой. Диалектика наивысшего развития достигла на почве идеализма в философии Гегеля. По мере развития материализма объективно возникла задача слияния диалектики с материализмом. Этот процесс был начат в XIX веке, но не доведён до конца представителями русского материализма: А. И. Герценом, В. Г. Белинским, Н. А. Добролюбовым, Н. Г. Чернышевским, которые, продолжая материалистические идеи М. В. Ломоносова и А. Н. Радищева, сделали попытку соединить материализм с диалектикой Гегеля. Крупный шаг вперёд на этом пути сделал немецкий философ Людвиг Фейербах, когда отбросил абсолютную идею Гегеля, игравшую в гегелевской системе роль «творца всего сущего». Однако вместе с абсолютным идеализмом он отбросил и диалектику.
Определяющее влияние на европейскую философию материализм приобретает в XIX веке (К. Маркс, Ф. Энгельс, Л. А. Фейербах, Д. Ф. Штраус, Я. Молешотт, К. Фохт, Л. Бюхнер, Э. Геккель, Е. Дюринг).
Диалектический материализм. Задачу соединения материализма с диалектикой впервые решили Карл Маркс и Фридрих Энгельс. Основными источниками диалектического материализма послужили гегелевская диалектика и французский материализм XVIII века, через материализм Фейербаха. Такой подход Маркса позволил систематизировать уже имевшийся в историко-философской практике материал, перевести диалектику на базу материализма и придать материалистическому мировоззрению форму целостного учения.
Объединение материализма и диалектики в марксистской философии в XIX веке произвело очень сильное влияние на философию XIX—XX веков. Одной из заметных сторон такого изменения в истории философской мысли стало распространение материалистических воззрений на историю развития общества, получившее название исторического материализма.
Исторический материализм. Согласно господствующим идеалистическим представлениям, считалось, что ход истории обусловлен лишь субъективной волей и поступками лидеров, и не имеет отдельной самостоятельной объективной направленности. Так, Гегель в своей работе «Философия истории» предположил, что в основе исторического процесса лежит саморазвивающееся высшая идея, идеальное начало, мировая душа, которая становится объективной необходимостью для всех остальных. Маркс, развивая диалектику Гегеля, предположил, что причиной и движущей силой исторического развития являются внутренние противоречия в производственной сфере, которые с развитием общества приобретают форму классовой борьбы. По мнению Маркса, эта причина объективна и не столь сильно зависит от конкретных людей, участвующих в исторических процессах, как считают сторонники идеализма.
В соответствии с материалистической диалектикой самого Маркса, производственные отношения определяются уровнем развития производительных сил. На основании этого, Маркс предложил свою версию периодизации истории, утверждая, что развитие человеческого общества проходит через пять так называемых «общественно-экономических формаций». В своих поздних работах, к ранее предложенным формациям, Маркс добавил ещё три новых «способа производства»: «античный», «германский» и «азиатский».
Дальнейшее развитие диалектического и исторического материализма в конце XIX — начале XX веков, связано с трудами В. И. Ленина. С учётом накопленных к этому времени естествознанием знаний, Ленин дал своё определение материи: материя — это «…философская категория для обозначения объективной реальности, которая дана человеку в ощущениях его, которая копируется, фотографируется, отображается нашими ощущениями, существуя независимо от них».

## Современные теории
В XX веке в западной философии материализм развивался в основном как механистический, но у ряда западных философов-материалистов[каких?] сохранялся интерес и к диалектике.
К материализму часто относят натурализм, поскольку он не отводит человеку особого места в природе; эмпиризм, который расценивает как реальное только то, что может быть проверено только посредством естественнонаучных методов; неопозитивизм, с самого начала отрицающий объяснение духовно-душевной сущности дел. Однако позитивизм и неопозитивизм материализмом всё же назвать нельзя, потому что обе философские концепции отвергают саму постановку вопроса о самостоятельном существовании какого-либо бытия вне познающего мышления субъекта; считает возможным только анализ ощущений и систематизирующего их языка. Отчасти материалистична также философия Бертрана Рассела и его школы: хотя Рассел и отрицает понятие субстанции, мышление он считает классом событий в мозгу человека.
В современной философии конца XX и начала XXI века материализм представлен философским направлением «онтологической философии», видным выразителем которого является американский философ Барри Смит. Философский материализм именно потому можно назвать самостоятельным направлением философии, что он разрешает ряд проблем, постановка которых исключена другими направлениями философского познания.
Ещё одной, в принципе, продолжающей и в какой-то мере расширяющей материалистическое представление, концепцией можно назвать принцип семантического экстернализма, в котором содержание высказывания объясняется как «внешне обусловленное».
Элиминативизм как разновидность материализма критически относится к понятийному аппарату современных научных представлений о психических процессах. Представители элиминативизма считают, что психологические концепции, представления о сознании и соответствующий категориальный аппарат требуют замены новым подходом, который оперирует понятиями нейронных взаимодействий головного мозга. Категории «желание», «мотив», «вера», «понимание» должны исчезнуть из описаний психических процессов, как исчезли в своё время понятия флогистона, теплорода, витализма. Элиминативизм развивался в работах Пола Черчленда и Патриции Черчленд, Дэниела Деннета.